# Ośrodek Tresury Psów Służbowych WOP
Ośrodek Tresury Psów Służbowych Wojsk Ochrony Pogranicza – zlikwidowany oddział szkoleniowy Wojsk Ochrony Pogranicza.

## Samodzielny Zakład Tresury Psów WOP
Samodzielny Zakład Tresury Psów WOP sformowano w 1945 o stanie etatowym 82 wojskowych. Organizatorem jednostki był dawny komendant Zakładu Tresury Psów Straży Granicznej w Rawie Ruskiej, mjr Marian Jurkowski. Współpracowało z nim trzech byłych funkcjonariuszy Straży Granicznej: sierż. Józef Janiec, plut. Józef Suliga i kpr. Jan Niedziela. Do Rusowa przybyli także kwatermistrz – por. Skoczyłaś i lekarz weterynarii – por. Jakucewicz.
W pierwszym półroczu 1947 Zakład został przeniesiony do Ostródy. Zakład Tresury został podporządkowany Centrum Wyszkolenia WOP.
Zgodnie z etatem czasu „P” nr 348/11 , na dzień 1 listopada 1954 Zakład liczył 188 żołnierzy, a etat czasu „W” nr 348/11 przewidywał 129 żołnierzy.
W 1961 dowództwo posiadało kryptonim Grot.

### Struktura organizacyjna zakładu
- Komenda i pododdziały obsługi[3]
- Trzy plutony przewodników psów służbowych
- Drużyna suk zarodowych.

## Zakład Tresury i Hodowli Psów Służbowych
W 1951 w Lubaczowie, na bazie pionu tresury i hodowli psów służbowych wyłączonego ze składu Oficerskiej Szkoły WOP sformowano Zakład Tresury i Hodowli Psów Służbowych WOP o stanie etatowym 156 wojskowych.

## Zakład Tresury Psów Służbowych WOP

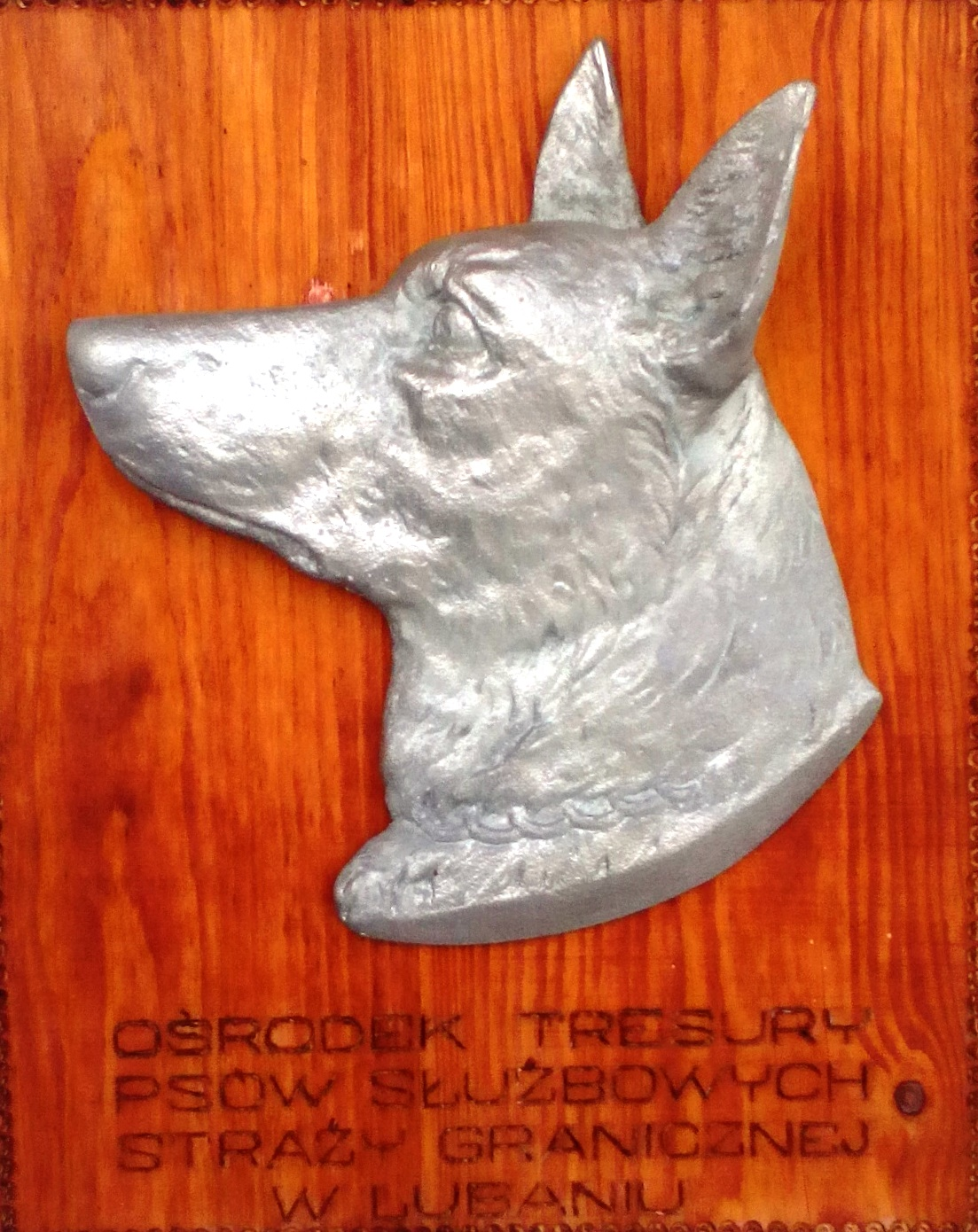
Pamiątkowy ryngraf Ośrodka Tresury Psów Służbowych SG w Lubaniu

W 1953, w Zgorzelcu, na bazie Zakładu Tresury i Hodowli Psów Służbowych WOP sformowano Zakład Tresury Psów Służbowych WOP JW 1672.
W 1971, Zakład przeformowano w Ośrodek Tresury Psów Służbowych WOP.
Wiosną 1987, Ośrodek Tresury został przeniesiony do Żarki.
Zarządzeniem nr 012 Komendanta Głównego Straży Granicznej z 7 maja 1991 w sprawie rozwiązania jednostek WOP oraz utworzenia jednostek organizacyjnych Straży Granicznej Minister Spraw Wewnętrznych polecił z dniem 16 maja 1991 rozwiązać Ośrodek Tresury Psów Służbowych WOP w Żarce istniejący według etatu nr 44/0124 o stanie osobowym na okres „W” 77 żołnierzy i 2 pracowników cywilnych oraz na okres „P” 57 żołnierzy i 2 pracowników cywilnych. Na jego bazie powstał ośrodek Straży Granicznej: Ośrodek Tresury Psów Służbowych Straży Granicznej w Żarce.

## Komendanci
- mjr Marian Jurkowski[f] (6.05.1946–1952)[7]
- mjr Antoni Sławiński (1952–04.1955)[7]
- mjr Tadeusz Serwiński
- mjr/ppłk Władysław Sochacki (był w 1973–1976)[7]
- mjr/ppłk Bolesław Kurdziel (1976–1988)[7]
- kpt. Mieczysław Kula (10.1988–15.05.1991)[7].